# Bart Brentjens

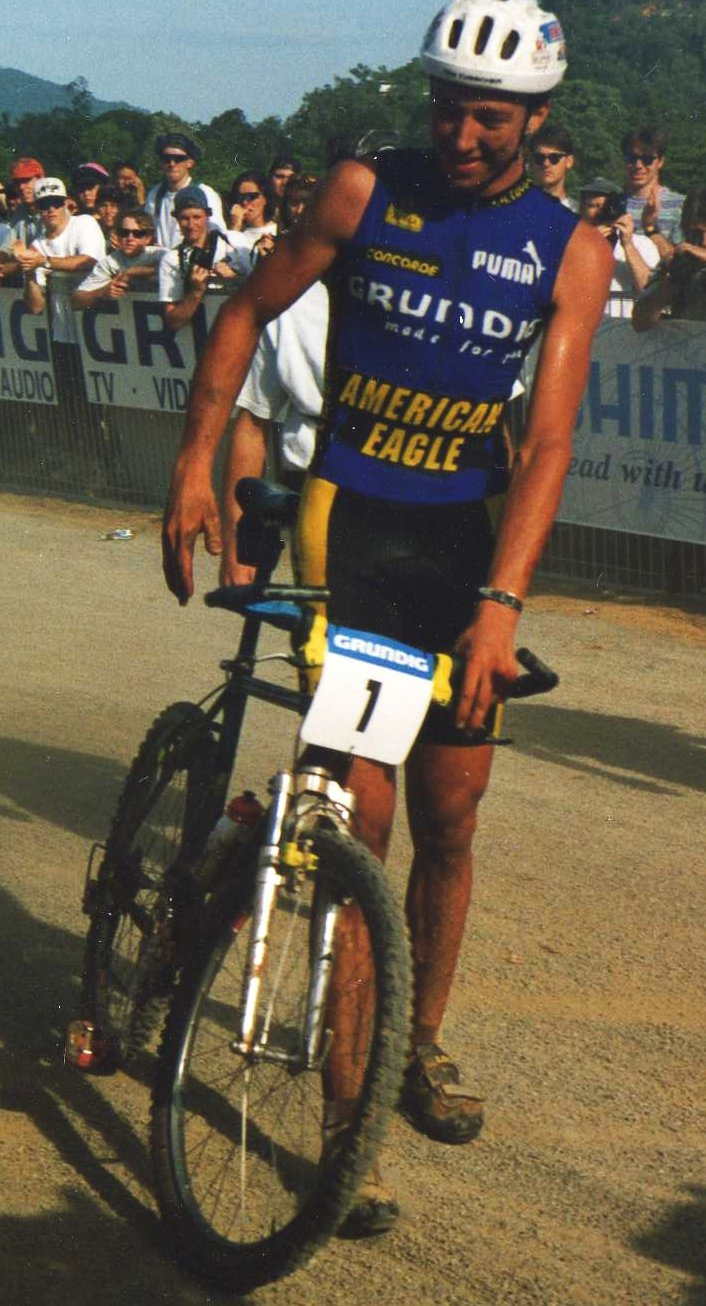
Bart Brentjens, 1994

Bart Jan-Baptist Marie Brentjens (* 10. Oktober 1968 in Haelen) ist ein niederländischer Profi-Radsportler, der vor allem im Mountainbikesport, aber auch im Querfeldeinradsport aktiv ist.

## Sportliche Laufbahn
Bei den Mountainbike-Weltmeisterschaften 1994 in Vail gewann Brentjens die Bronzemedaille und wurde ein Jahr später Weltmeister im Cross Country. Daraufhin wurde er 1996 Profi und gewann die Goldmedaille im Mountainbikewettbewerb bei den Olympischen Sommerspielen 1996 in Atlanta. Trainer war in dieser Zeit sein Schwager, der ehemalige Rennradprofi Gert-Jan Theunisse. Acht Jahre später in Athen holte er sich noch einmal die Bronzemedaille. 2005 gewann er das zweite Marathon-Weltcup-Rennen in Garda Trentino und holte sich bei der zweiten Mountainbike-Marathon-Weltmeisterschaften 2005 die Silbermedaille hinter Thomas Frischknecht. Ebenfalls 2005 gewann er das Etappenrennen Cape Epic zusammen mit Roel Paulissen aus Belgien.
2006 siegte er beim ersten Cross Country-Weltcup-Rennen in Curaçao. 2010 konnte er eine Etappe beim Rennen Cape Epic zusammen mit Jelmer Pietersma gewinnen. Das Etappenrennen Cape Epic konnte Brentjens in der Kategorie Masters 2012, 2014, 2015 und 2016 gewinnen.
Brentjens ist aktuell unter Vertrag beim Dolphin - Trek Team. Sein vorheriges Team war das Giant Asia Racing Team.

## Ehrungen
Brentjens wurde mit der Aufnahme in die Hall of Fame des europäischen Radsportverbandes Union Européenne de Cyclisme geehrt.